# 克里斯蒂安·達西
克里斯蒂安·達西（英語：Kristian Dacey；1989年7月25日—）是一位蘇格蘭橄欖球運動員。他是蘇格蘭國家橄欖球隊的一員，代表蘇格蘭參加了2015年橄欖球六國賽。